# 大沢慶己
大沢 慶己（大澤 慶己、おおさわ よしみ、1926年3月6日 - 2022年10月21日）は、日本の柔道家（講道館十段）。早稲田大学名誉教授、全日本柔道連盟評議員・理事・顧問、講道館参与・評議員、講道学舎学頭、早稲田大学名誉教授らを歴任。
現役時代は身長167cm・体重67kgという小躯ながら、松本安市や醍醐敏郎ら戦中・戦後を代表する大型選手達と鎬を削り、全日本選手権大会や全日本東西対抗大会等の主要大会で活躍。その軽快な身のこなしから今牛若丸や昭和の小天狗と呼ばれた。
引退後は1964年の東京五輪でコーチを務め、後に全日本柔道連盟国際試合選手強化委員会（女子）委員長や講道館女子部部長を歴任して黎明期の女子柔道の礎を築いたほか、母校・早稲田大学では柔道部師範や教授を務めるなど半世紀以上に渡り後進の指導に当たって、今日の柔道の隆盛に大きく貢献した。講道館で事実上の最高段位となっている十段位の所有者でもある。

## 経歴

### 生い立ち
千葉県印旛郡宗像村（のちの印旛村、印西市）造谷にて4人兄妹の長男として生まれる。父親は農業を営む傍ら永く同村の村長も務める家柄で、田舎だったためスポーツをやるような環境にはなかったが、大沢は幼少時より野山を駆け回って遊んでいた関係で自然と足腰は強くなっていったという。
1932年に宗像尋常高等小学校（のちの市立宗像小学校）に入学し、卒業後の1938年4月に旧制佐倉中学校（のちの県立佐倉高校）に進むと武道のうち柔道か剣道が必修となっていて、大沢はこのうち柔道を選択することに。更に、幼い頃から体が小さく丈夫では無かった大沢の将来を案じた父の勧めで柔道部にも入部することとなり、大沢は当時を振り返って「体が小さかったので柔道をやるなんて考えてもいなかったが、父親の言う事は絶対だった」と述懐する。

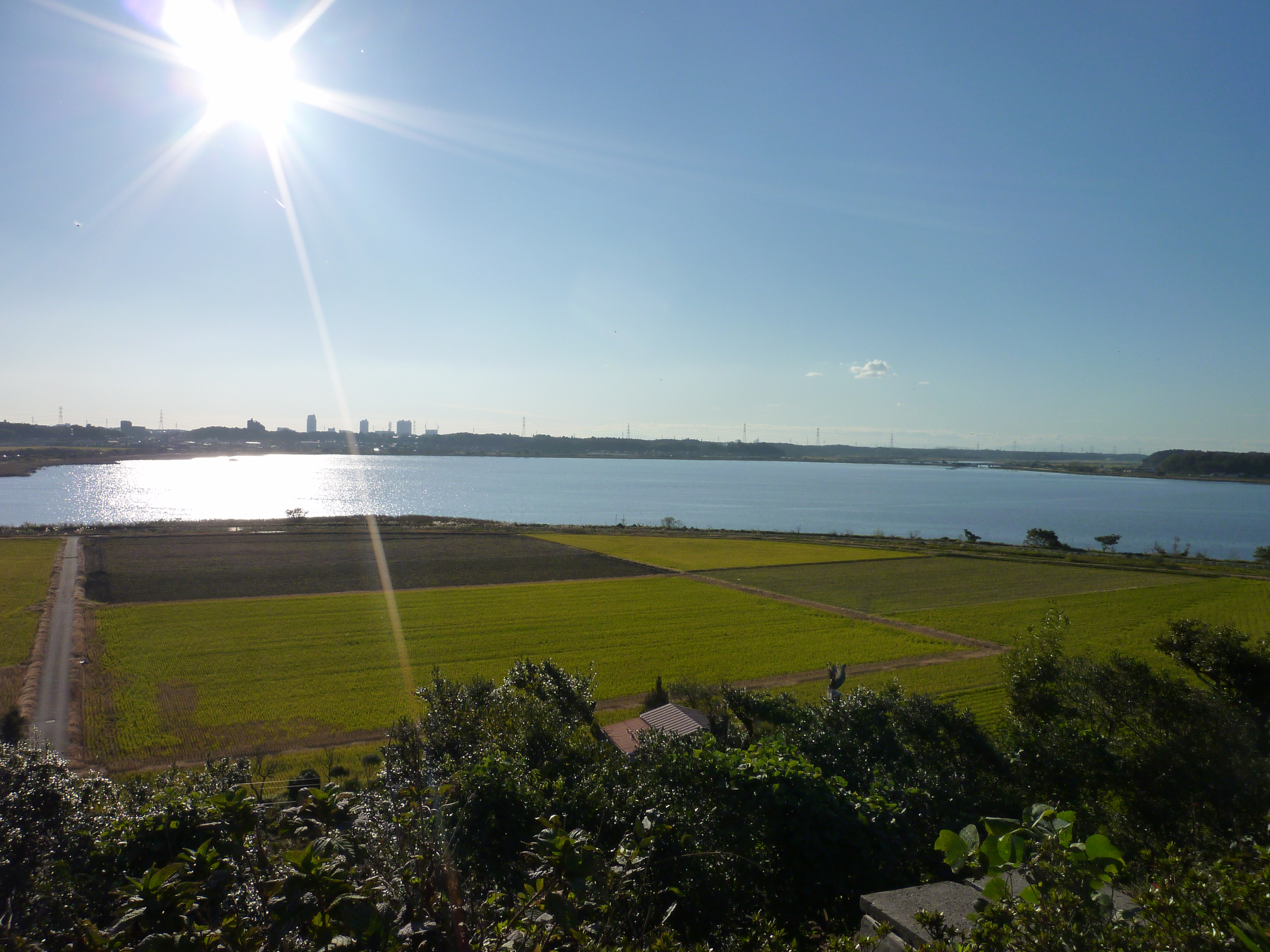
中学時代の通学路となっていた印旛沼

柔道部では、国士舘大学OBの土谷新次（のち講道館八段）による指導のもと、約30人の柔道部仲間たちと日々2時間程度のまとまった稽古に励んだ。また、自宅から旧制佐倉中学校までは片道約8kmの道程があり、自宅から印旛沼（西沼）まで砂利道の悪路を自転車で全力疾走し、印旛沼を渡し船で自転車ごと渡って更に対岸からは臼井駅まで自転車を漕ぎ、最後に臼井駅から佐倉駅まで汽車で向かっていた。この片道3時間の通学を卒業するまでの5年間続けた結果、大沢の足腰は否応無しに自ずと鍛えられ、益々強く逞しくなっていった。なお、印旛沼では突風に煽られて船ごと転覆し、沼に落ちたことも2度ほどあったという。
旧制佐倉中学校時代は身体が小さく柔道を始めて間もなかったこともあり、「納得のいくような試合は無く、あまりパッとしなかった」と自身は述べているが、この間1941年11月に講道館へ入門して、1週間後には初段を受け黒帯を許されたほか、1943年2月の講道館月次試合では15人抜きの偉業を達成し翌3月には二段となった。天性の反射神経や体捌きは当時から秀でていたようで、内股の名手であった師の土谷を逆に内股透で転がし渋面を作らせたことも何度かあったという。
中学校卒業に際しては、同じ旧制佐倉中学校から早稲田大学に進学していた鈴木吾郎から誘いを受けたが、大沢本人に拠れば推薦が来るほど柔道が強くは無かったので一般受験をし、同大専門部商科に合格した。

### 早稲田で頭角を現す

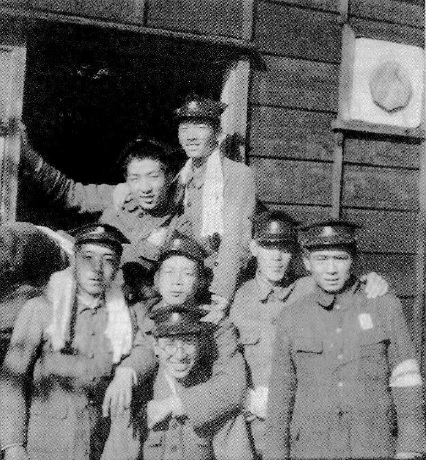
学徒出陣から帰り早稲田の学友たちと（前列右端が大沢）

1943年4月に早稲田大学に入学し柔道部に入部すると、師範には三船久蔵や徳三宝らが顔を揃え、月に1度ほどではあったが指導に来てその薫陶を受けた。このほか早稲田大学時代に印象に残った人物として、大沢は小内刈の名人・山本秀雄の名を挙げている。
入部早々の第4回柔道早慶戦には先鋒として出場・活躍する機会を得て、翌44年2月の講道館月次試合ではまたも12人抜きという快挙を達成、同年9月には三段位に列せられた。大学在学中は主将を務め、学校で2時間の部活動の後に講道館へ通って更に2時間稽古し、その移動手段はランニングということもあったという。日々4時間という稽古時間はのちの大学柔道部と比べてもかなり長く、いわゆる“猛稽古”の部類に入るが、大沢は「当時はそれが普通だった」と謙遜する。
一方で、太平洋戦争のために1945年6月に陸軍歩兵第57連隊（佐倉連隊）に入隊。千葉県の館山市で防衛の任に当たったが、着任して2ヵ月後には終戦を迎えた。
1946年3月に大学を卒業後は、1947年11月の第1回稲門三田対抗戦に出場して水谷英男と引き分けたほか、1948年3月の都下近県選手権大会に四段の部で出場して夏井昇吉や成毛秀臣らを降し優勝。同年5月の講道館春季紅白試合では後々までライバルとなる醍醐敏郎四段に敗れたものの、10月の関東一部六県優勝試合には千葉県の副将として出場し、決勝戦で醍醐を破って雪辱を果たした。なお、大沢・醍醐の両者は同じ1926年に同じ千葉県で生まれ、体格こそ大きく違うが互いにライバルと認め合い、全日本を2度制した醍醐は「俺は大沢に負けた」と周囲に語り、一方の大沢も「醍醐さんは本当に強かった」と讃えている。
このほか学生時代には、48年10月の全関東全九州対抗試合に出場し石橋五段を試合開始わずか30秒で出足払に仕留め、翌日の十地区対抗試合には関東軍大将として出場して同年の全日本選手権大会覇者である松本安市の大外刈を移腰で逆襲し鮮やかに破る金星を挙げたほか、11月の第2回稲門三田対抗戦では小坂肇五段を降した記録が残っている。
学生時代を戦時下・占領下に過ごしたために多くの大会や試合には恵まれなかったが、それでも柔道評論家のくろだだけしは、この柔道界の不毛時代に奇跡的に育った2人の選手として大沢・醍醐の名を挙げている。

### 全日本での活躍
| 段位 | 年月日         | 年齢 |
| ---- | -------------- | ---- |
| 入門 | 1941年11月8日  | 15歳 |
| 初段 | 1941年11月15日 | 15歳 |
| 二段 | 1943年3月12日  | 17歳 |
| 三段 | 1944年9月14日  | 18歳 |
| 四段 | 1946年9月12日  | 20歳 |
| 五段 | 1948年5月24日  | 22歳 |
| 六段 | 1953年1月30日  | 26歳 |
| 七段 | 1961年5月2日   | 35歳 |
| 八段 | 1971年5月1日   | 45歳 |
| 九段 | 1992年4月28日  | 66歳 |
| 十段 | 2006年1月8日   | 79歳 |

戦後を振り返り「柔道をやっている場合ではなく、食べていくのに精一杯だった」と大沢。柔道を生業にするつもりなど更々無かった大沢は1949年に玉塚証券（のちのみずほ証券）に入社し、その後は会社員をしながら講道館へ通って稽古に汗を流した。
同年5月の第2回全日本選手権大会に関東代表で初出場すると、初戦で東北の島谷一美六段に釣込腰で勝利したが、2回戦で柔道王・木村政彦七段の崩上四方固に屈した。10月に大阪大国技館で開催の第3回全日本東西対抗大会には東軍十四将として出場し、竹下忠次六段を優勢勝、丸山淳一六段を得意の内股透に破り、続く朝飛速夫六段とは引き分ける活躍を見せて優秀選手に選ばれた。このほか、11月にオープンゲームとして開催された国民体育大会にも千葉県代表として出場している。身長167cm・体重67kgの小躯ながら華麗な動作や天下一と言われた足技を武器に、絶妙な体捌きから繰り出される内股透や送足払、袖釣込腰、体落にも長じて、その変化に富んだ技や素早い動きから「今牛若丸」、「昭和の小天狗」等と呼ばれた。
選手としてもこの頃が全盛期で、体重無差別で行われる全日本選手権大会には計4度出場し、1950年大会では元選手権者である大豪・松本安市六段と相対して一本を許さず、僅差の判定で敗れたものの満場の観衆を湧かせた。1951年は怪我のため出場できなかったが、1952年大会では熊田吉夫五段・遠藤栄四段を相手に2回戦を勝ち抜いて3回戦で吉松義彦六段の大外刈に敗れたもののベスト8に残る活躍を見せ、大男達を次々となぎ倒す大沢の姿は同じく小兵として活躍した朝飛速夫と共に人気の的となった。また全日本選手権と並ぶ檜舞台の全日本東西対抗大会では、名古屋市で開催された1951年大会には東軍十三将で出場し西原基之六段を体落で抜いて2人目の岡本信晴六段と引き分け敢闘賞を、秋田市で開催の1952年大会には東軍八将で出場し伊勢茂一六段を優勢勝で抜いて前年同様2人目に岡本信晴六段と引き分け技能賞を、それぞれ受賞している。
一方会社員としては、証券会社で入社2ヵ月ながら“場立ち”を務めたが、独特のジェスチャーを覚え切れるわけもなく、伝票が毎日合わずに社員全員で残業する羽目に。次第に他の社員に申し訳なく思って嫌気が差していた頃、後述の通り嘉納履正館長の勧めで1951年より創設間もない講道館研修員を任ぜられ、更に翌52年には南米での柔道指導の話もあり、大沢は渡りに船とばかりこの話に飛び付いて3年務めた会社を退職した。

### 指導者へ
柔道が普及するにつれて指導者自体の資質向上の必要性にも迫られた講道館では、1948年に研修員制度を、1952年に研修生制度をスタートし、大沢は醍醐敏郎と共に初代研修員の重責を任された。日本大学の松下三郎や中央大学の渡辺喜三郎といった各大学のエース級の強豪選手を研修生として集め、毎週土曜日の午後4時から乱取や形の稽古に没頭した。大沢はこの頃のことを「日本を代表する学生達だったので、良い稽古相手になった」「柔道が好きな者達が集まっていたので苦しさや辛さはあまり感じなかった」と述懐し、「食うのに精一杯な時代に柔道に専念できて幸せだった」と続ける。

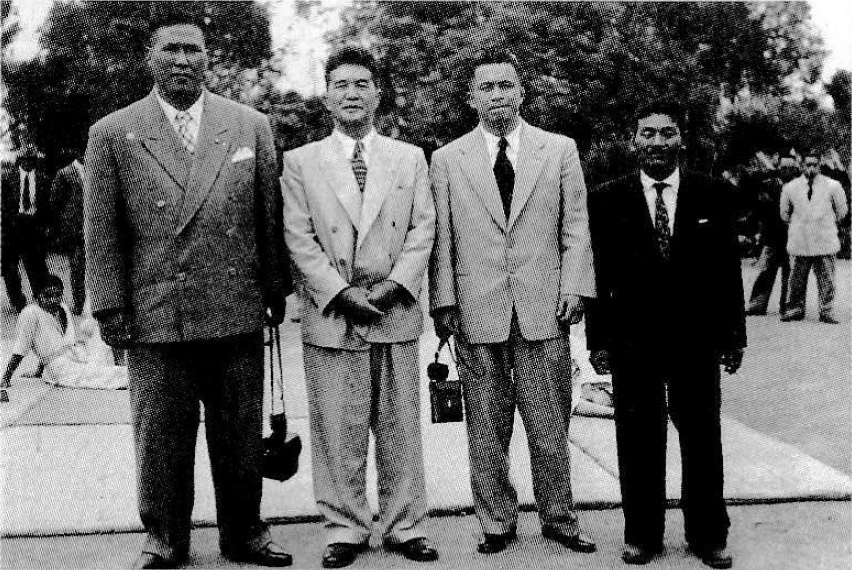
講道館ブラジル使節団
左から吉松、高垣団長、大沢、現地在住の人

### ブラジルでプロ格闘家とひと悶着あった長期南米派遣
1952年9月24日にブラジルサンパウロ州政府体育局長の招聘で柔道派遣使節団の一行に加わると、団長の高垣信三八段や吉松義彦七段と共に9月24日に出国し、10月4日・5日にパカエンブー屋内体育場で催された全ブラジル大会（講道館使節歓迎大会）で形や15人掛を披露した。ブラジルに訪れた際、ブラジリアン柔術のエリオ・グレイシーから大沢に何度も対戦を申し込まれるが講道館に止められ対戦は実現しなかった、と早稲田大学で大沢から指導を受け、エリオの一番弟子ペドロ・エメテリオのブラジリアン柔術道場で指導員をしていた石井千秋は語っている。帰国後の講道館機関誌『柔道』での座談会で高垣と大沢は以下の旨、述べている。ブラジルに著名で金持ちの職業柔道家がいて、5人兄弟全員が柔道家でそれを引き連れてやってきて大柄で見た目も怖い吉松は避けて大沢と戦いたい、そのレベルにあるから五段をくれ、と所有の新聞でも煽って要求してきた。「あなた達は絞技ばかりで投げを評価せず、本当の柔道を知らない。だから、そんなことを言ってはいかん。今夜、各国の外交官を呼んで柔道を紹介するから君たちも来なさい。」と招待した。大沢が15人掛の中でブラジルの大きいのを切れ味鋭い投技で2人を頭から落として気絶させた。それを見て彼らも投げの価値を感じたのか最後には感謝して帰って行った。エリオも5人兄弟であった。
その後もアルゼンチン、ペルー、キューバ、メキシコを歴訪して柔道の普及・振興を図り、とりわけ現地でデモンストレーションとして行った10人掛・15人掛は人気を博し、全ての相手を異なる技で投げたりすると会場は大変な盛り上がりだったという。約4ヵ月間の活動を経て年が明けた1月16日に帰国し、直後に大沢は六段に昇段。

### 現役引退へ
続いて、同年の全日本選手権大会の東京地区予選となる4月の第4回東京都選手権大会を制したが、全日本大会本選は怪我のため止む無く出場を辞退した。9月に福岡市で開催された第6回全日本東西対抗大会には五将で出場したが、山口の豪力・河野宗円六段の払腰に畳を背負わされた。なお、大沢が全日本東西対抗大会で敗れたのはこれが初めてのことであった。
半年後の1954年4月には自身4度目の出場となる全日本選手権大会に臨んだが、初戦で当時日の出の勢いであった夏井昇吉五段に優勢で敗れて、上位進出はならなかった。
大沢はこの頃から指導者としての活動に軸足を移したが、当時の講道館が財政的に逼迫していた事や母校・早稲田大学体育局で教員を募集していた事もあって同大に戻り、柔道部師範（1953年から1996年まで）、同教授（1974年4月から1996年まで、以後は名誉教授）、同柔道部長（1982年から1995年まで）を務めて多くの後輩の指導に当たり、同時に講道館指導員（1954年1月から1980年まで）、同研修生補導（1955年1月から1963年まで）、柔道私塾・講道学舎の副学頭（1975年から2007年まで、以後は学頭）、法務省関東管区矯正局教官等の重責も歴任した。
一方、1957年4月28日に宮城球場で開催の第6回東北北海道対抗大会では並居る強豪を相手に7人掛を演じ、芸術とも言うべき華麗な技を以って詰めかけた観衆を感嘆させたほか、同年9月に31歳で迎えた第10回全日本東西対抗大会では東軍の副将として出場し、西軍副将の中村常男六段と攻防の末に引き分けている。

### 最高段位十段に
海外での指導歴としては前述の南米のほか、北米や欧州に加え、当時柔道の芽が小さかったアジアでも1963年にフィリピン柔道連盟の招聘により1ヵ月の柔道指導を行うなどし、斯道の国際化に尽力して1971年には講道館の外人臨時試験委員を、1979年から1989年までは国際部指導員を務めた。
また大沢の功績として、日本における女子柔道の礎を築いた点も特筆される。海外での柔道ブームと女子柔道の隆盛に押される形で1979年に全日本柔道連盟が女子選手の強化に乗り出すと、大沢がこの任に当たることとなった。醍醐が男子強化を、大沢が女子強化を担当することとなった当時を「正直に言えば、何で女子なんだよって思った」と大沢は振り返っている。1980年に女子の第1回世界選手権大会が開催されると選手団団長して会場のニューヨークに乗り込むが、結果は無差別級を含む8階級のうちメダルは山口香の銀メダル1つのみで、新聞にも「お家芸、形なし」と書き立てられる始末だった。それでも1983年1月より講道館の女子部指導員を、1985年4月から1989年まで全日本柔道連盟の国際試合強化委員会女子部強化担当部長を務めるなどしてコーチの柳沢久と共に永く女子柔道の育成に携わり、1982年の第2回世界選手権大会で銀メダル2個・銅メダル1個を獲得したのを皮切りに、1984年の第3回世界選手権大会では山口香が日本女子柔道初の金メダルを獲得。更に第4回大会で銀メダル2個・銅メダル1個、男女共催となった第5回大会では銀メダル2個・銅メダル3個を獲得して、1988年のソウル五輪では公開競技の位置付けながら佐々木光を金メダルに導いた。
またこの間、1976年のモントリオール五輪柔道競技や1981年の第11回世界選手権大会で審判員の大役を任せられ、全日本柔道連盟では1983年から1992年まで審判委員会委員を務めた。このほか、全日本柔道連盟幹事（1980年4月から1983年まで）、同理事（1983年4月から1989年まで）、同評議員（1990年4月から2012年まで）、同顧問（2012年4月から）、講道館評議員（1992年4月から）、同参与（2008年1月から）を歴任するなど柔道界の運営に携わり、1992年4月に九段位を受けて紅帯を許された。昇段に際し大沢は、「道場で一貫して柔道衣を着続けた事が認められたのではないか」と控え目に述べている。
同時に、1981年には自身の名を冠した大沢慶己杯争奪少年大会の第1回大会が有志らによって企画され、新座市で開催されたこの大会からは後に鈴木若葉や鈴木桂治ら多くの名選手たちが輩出された。
柔道界に対する永年の尽力と功績が認められた大沢は2006年1月8日講道館鏡開き式において、同じく柔道の発展に寄与した安部一郎、醍醐敏郎と共に、事実上の最高段位である十段に昇段。3人での同時昇段は史上初めてのことであった。1991年に小谷澄之が没して以来15年振りの十段誕生で、120年以上の歴史と177万人を超える有段者（いずれも当時）を抱える講道館でも十段を受けたのは僅か15人、実に12万人に1人という狭き門であった。専門雑誌『近代柔道』のインタビューで大沢は、「格好を付ければ道のために死んでいきたいが、そんなキザな事は言えない」「今までやってきた事を続けていくだけ」と意気込みを語っている。同年3月25日付で早稲田大学スポーツ功労賞を受章。
90歳を越えてからも道場に立ち続け、健康の秘訣を問われた大沢は「ワインを毎日2杯飲み続けている事」と答えていた。
2022年10月21日、肺炎のため死去。96歳没。大沢の死去を持って、存命の十段所有者は一旦不在となった。

## 主な戦績

### 全日本選手権大会
- 1949年5月5日（於：仮設国技館） -

会場には皇太子や講道館嘉納履正館長らの顔触れがあり、超満員の観衆の元、16人の精鋭によって催された全日本大会に大沢は関東代表として出場した。初戦で東北王者のベテラン・島谷一美六段と顔を合わせ、これを釣込腰で宙に舞わせた。2回戦では8年振りの大試合となる木村政彦七段と相対。しっかり組もうと前に出る木村に対し大沢はヒラリヒラリと軽やかに身を跳ばし、これに翻弄されまいと木村は前に出るのをやめ、逆に後退して大沢を誘う展開に。大沢はこれを受けて軽い足捌きで2、3歩出たが、そこに木村のタックルが強襲し、虚をつかれた大沢の体（たい）は畳に転げ落ちた。大沢はすぐさま上体を起こそうとしたが、この時木村は既に寝技に入る態勢で、そのまま崩上四方固に抑え込まれて一本負けを喫した。木村は後に著書で「小兵ならではの体捌きは、まさに小天狗のごとき素早さであった」と大沢を称賛し、また後日、この大会の決勝戦で激突した石川隆彦に誘われ、石川と仲の良かった大沢も含めて3人で盃を交わし、「3人で呑んだ酒は旨かった」と述懐している。
- 1950年5月5日（於：芝スポーツセンター） -

戦後3回目の大会となる全日本大会には、前大会と同様全国の俊英16人が顔を揃え、このうち8人が初出場であった。大会当日は生憎の空模様であったが、会場は立錐の余地もない客の入り様に。関東代表の大沢は初戦で、2年前の王者である九州代表の松本安市六段と対し、身長184cmで2回りほども大きい松本を投げることはできなかったが、逆に投げられることもなく、結果は僅差の判定で松本に軍配が上がった。小さな大沢が優勝候補の松本を相手によく戦う姿に、満員の観衆は大変な盛り上がりであったという。
- 1952年5月18日（於：旧両国国技館） -

全日本選手権大会も益々人気となり、会場に入れない観客の姿すらあった。選手権は32人で争われ、関東代表の大沢は初戦で東海代表の熊田吉夫五段を鮮やかな送足払で宙に舞わせ、2回戦では東京代表の遠藤栄四段と対峙。途中、大沢の釣込腰で場外に落ちた遠藤が頭部を強打し試合を中断するというアクシデントがあったが、最後は体落でこれを降した。3回戦では九州代表の吉松義彦六段と対し、吉松得意の大外刈に屈するも、身長167cmの小躯ながら2度目のベスト8進出という快挙は多くの柔道ファンに感銘を与えた。
- 1954年5月5日（於：旧両国国技館） -

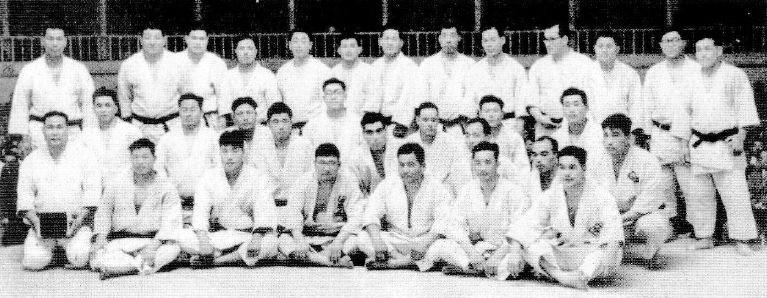
1954年大会にて、他の出場者たちと

最後の出場となった全日本選手権には28歳で出場。当日は輝くばかりの日本晴で、引き続き人気を博していた全日本大会は早暁から多くの観衆が詰め掛け、9時開場の予定を30分切り上げる有様だった。早稲田大学の教員となっていた大沢は東京代表で出場したが、初戦で台頭目覚ましい秋田県警警察官の夏井昇吉五段に優勢で敗れ上位進出はならなかった。身長はさほど変わらないが、30kg近い体重差は如何ともしがたかったといえる（大沢の身長167cm・体重67kgに対し、夏井は身長174cm・体重100kg）。なお、大沢と同じ年齢の夏井はこの大会で戸高清光六段、岡山長年四段を立て続けに破って準決勝戦まで進出して3位入賞、更に翌55年大会では準優勝するなどして頭角を現し、1956年の世界選手権大会を制して初代世界王者に輝いている。

### 全日本東西対抗大会
- 1949年10月29日（於：大阪国技館） -

戦後初めての大会となった第3回大会は東軍西軍それぞれ27名ずつの抜き試合形式で行われ、大沢は東軍の十四将として出場した。試合は序盤から、東軍の金子泰興四段が3人を抜けば、すぐに西軍の吉田広一五段が3人を抜き返すという一進一退の攻防であったが、橋元親七段の活躍等で抜き出た西軍が試合を優位に進めたまま大沢に出番が回ってきた。ここで大沢は竹下忠次六段を優勢に破り、丸山淳一五段を内股透で転がし、3人目の朝飛速夫六段とは引き分けて、東軍の1人ビハインドまで持ち直した。しかし、その後は西軍・岡本信晴六段の3人抜きで大きくリードを許し、東軍は宮内英二六段や副将を務めた大沢の盟友・醍醐敏郎六段の2人抜きで一矢報いるも、最後は大将の羽鳥輝久六段が松本安市六段の大外刈に敗れ、西軍は副将・広瀬巌七段と大将・伊藤徳治七段が不戦で悠々の勝利を手にした。
- 1951年9月23日（於：名古屋市金山体育館） -

第4回大会は出場選手数を前大会から2人減らし両軍25名ずつで行われ、大沢はこれに東軍十三将で出場。東軍は夏井昇吉五段や伊藤信夫五段が、西軍は広川彰恩五段が各々2人を抜く活躍を見せ、大沢は西原基之六段との十三将同士の戦いになった。ここで大沢は西原を体落で破り、続く2人目に激突したのは前大会で大活躍した岡本信晴六段であったが、首尾よくこれと引き分けて東軍にリードをもたらした。試合はその後、東軍の藤森徳衛六段が2人を抜く活躍を見せたが、一方で西軍の宮川善一六段、山本博六段、中村常男六段が小まめに抜き返し、最後は東軍大将の醍醐敏郎六段が西軍副将の松本安市七段と引き分け、東軍は西軍に大将・広瀬巌七段を残して、またしても敗れる結果となった。
- 1952年8月17日（於：秋田市八橋球場特設会場） -

格上げの東軍八将で出場した第5回大会は、東軍選手が1人を抜けば西軍選手が1人を抜き返すという試合内容で、大沢の前に出場した東軍九将の夏井昇吉五段が2人抜いて（棄権勝を含む）均衡が崩れ、更に大沢が夏井を破った伊勢茂一六段を相手に優勢勝を収め、次いで岡本信晴六段とは引き分けた。試合はその後も抜きつ抜かれつを繰り返し、最後は東軍大将で前年全日本王者の醍醐敏郎六段が西軍の副将・広瀬巌七段、大将・伊藤徳治七段を立て続けに破って気を吐き、東軍は石川隆彦七段と羽鳥輝久七段を残して勝利。全日本東西対抗大会5回目にして、初めて東軍の頭上に栄冠が飾られた。
- 1953年9月27日（於：福岡市平和台野球場特設会場） -

4度目の出場となる大沢は東軍五将としてこれに臨んだが、雪辱を誓う西軍は河野宗達四段や明治大学で鳴らした曽根康治五段の活躍が目覚ましく、試合は終始西軍優位で進んだ。西軍十一将の河野宗円六段が大沢を払腰に、続く朝飛速夫六段を小外掛に抜く快進撃を見せて優秀選手賞を獲得、東軍は三将の醍醐六段が2人を、副将の伊藤秀雄が3人を抜く挽回を見せるも及ばず、西軍に3人残しの大勝を譲った。
- 1957年9月30日（於：福岡スポーツセンター） -

大沢自身4大会振りの出場となった第10回大会では東軍副将に抜擢され、副将・大沢、大将・醍醐という布陣で臨んだ。試合内容としては引き分けが多く、西軍十九将の河野雅英四段と東軍十五将の渡辺喜三郎四段がそれぞれ2人を抜いて3人目で引き分けた以外は目を見張るような活躍は無かった。大沢と中村常男六段との副将同士の試合を含め、六将から大将までの6試合がいずれも引き分ける形となり、大会史上初めて東西優劣無く引き分けという結果に終わった。

### その他
- 1943年5月30日（於：講道館） - 第4回早慶戦に1年生ながら先鋒として出場。
- 1947年11月16日（於：講道館） - 第1回稲門三田対抗戦に出場、水谷英男と引き分け。
- 1948年3月21日（於：講道館） - 第1回都下近県選手権大会（四段の部）に出場、夏井昇吉や成毛秀臣らを退けて優勝。
- 1948年5月16日（於：講道館） - 講道館春季紅白試合に出場、醍醐敏郎四段に敗れる。
- 1948年10月3日（於：講道館） - 関東一都六県優勝試合に千葉県副将として出場、決勝戦で醍醐敏郎四段を破る。
- 1948年10月31日（於：福岡県多賀神社相撲場） - 全関東対全九州対抗試合に全関東代表として出場、石橋五段を開始わずか30秒で送足払に破る。
- 1948年11月1日（於：福岡県多賀神社相撲場） - 十地区対抗試合に関東大将として出場、準決勝戦で松本安市六段を移腰に破る。
- 1948年11月21日（於：講道館） - 第2回稲門三田対抗戦に出場、小坂肇五段を破る。
- 1949年3月21日 - 第2回都下近県選手権大会に出場。
- 1949年10月2日（於：芝スポーツセンター） - 東京都選手権大会に出場、決勝戦で醍醐敏郎六段に敗れる。
- 1949年11月3日（於：講道館） - 第4回国民体育大会に千葉県代表として出場。
- 1949年11月27日（於：講道館） - 第3回稲門三田対抗戦に出場。
- 1950年3月21日（於：講道館） - 第3回全関東近県選手権大会に出場、優勝。
- 1951年3月21日（於：講道館） - 第4回関東近県段別優勝試合（五段の部）に出場、優勝して3連覇を果たす。
- 1952年6月28日・29日（於：両国メモリアルホール） - 日本三大地区対抗大会に出場。
- 1953年4月12日（於：講道館） - 第4回東京都選手権大会に出場、優勝。

## 技術論

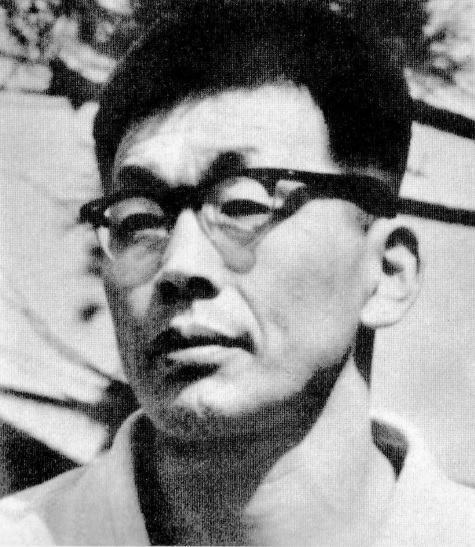
元全日本王者の松本とは個人的にも親しかった

大沢は講道館の機関誌『柔道』の中のインタビューで、身体の小さな自分が大きい者を相手にしても戦ってこれた要点を述べており、それを可能にした技術論をまとめると大略以下の通りである。
- 「防御を捨てて攻撃」[1]

現在のように体重別という概念がなく試合は体重無差別が当たり前であった当時、体重67kgと小柄な大沢にとっては自分より大きい相手との試合がほとんどであった。
組んで待っていても強引に引き付けられて投げられてしまうため、常に先手を取ることだけを考え、多少の玉砕は覚悟の上で攻撃をしたという。稽古の乱取でも自分より強い者としかやらず、10分程度の乱取後は一息入れている間に別の強い者を探してまた挑戦するという練習法で、これを続けることで結果的に相手が強くても大きくても対応できるようになっていった。
- 「相手に的を絞らせない」[1]

ケンカ四つの相手の場合、釣り手は相手の胸元ではなく腋を持つようにした。まともに組んだら小さい選手の方が不利なのは目に見えているが、大沢に拠ればこの組み方の場合は相手より腕が短くても十分に通用するという。引き付けられないように力一杯抑えて、この突っ張りと体捌きで相手の力を分散させ、相手に的を絞らせないように意識していた。
事実、大きな相手が内股にきても決して自分の股に相手の足を入れさせず、相手の変化に対して素早く反応し捌くことで得意技である内股透が完成をみた経緯もあり、全日本王者でライバルの醍醐敏郎を降したのもこの技であった。
一方で、相四つの相手にはこれが通用しないため、非常に分が悪かったという。
- 「小さな動きで相手のバランスを崩す」[1]

柔道においてよく動くことは大切だが、相手の動きに釣られて自分も大きな動きをしたり、無駄に動き過ぎたりすれば、自分がバランスを崩し不利になってしまう。
得意技の内股透を例に取れば、相手の足を入れさせないために前に出ながら技を掛けるが、この時に足を出すのは少しだけで、後は体捌き以って巧みに相手を転がすことが肝要という。「体重別が全盛の現在ではあまり必要とされる事もないが、体重無差別の試合で大きい者とやるにはあまり大さく動き過ぎないよう注意すべき」と説く。
- 「相手が力を入れた時こそ力を抜く」[1]

小柄な者が大きい相手と力比べをしても適うわけは無いので、小柄な者にとっては力を入れるべき時は入れ、抜くべき時は抜くという緩急が重要になってくる。
ただし、常に力を抜いていても駄目で、時には相手の強引な引き付けにフルパワーで対処しなければならないことも。その後に、自分が力を入れたり抜いたり、あるいは前に出たり後ろに下がったりすることで、相手の力を抜かせ、バランスが崩れる機を見て技を掛けていくという対処法が必要だという。
なお、大沢は左組で右の技はほとんどやらず、前述の通り内股透や送足払、袖釣込腰、体落を得意とした。
得意技脇落という技を開発、命名し全国に波及した。特に門下の早稲田大学生で使用され、早慶戦などで活躍した。
大沢自身は現役生活を振り返り、想い出に残る強豪選手として醍醐のほか、吉松義彦、松本安市の名を挙げている。いずれも全日本選手権者であるが、大沢はこれらの相手にも体捌きを駆使してよく戦い、当時の大型選手からは「技を掛けたらそこにいない」と言われるほどで、それらの選手にとっては非常にやり辛く大いに悩ませたという。
なお、試合では激しい闘志と持てる技を駆使して力の限り戦った間柄だが、一度畳を下りれば同じ道を歩む仲間でもあり、中でも7歳年長の松本には可愛がられて食事に誘われたこともあったという。
“今牛若丸”と異名を取ったほどの大沢の足技の切れ味を評価する人は多く、画家の伊原宇三郎は1964年東京オリンピック柔道競技男子無差別級決勝で神永昭夫（富士製鐵）がアントン・ヘーシンク（オランダ）に敗れた試合の後、講道館のアンケートに答えて「神永君に、大沢君のような足技の切れ味を身につけさせることが出来なかったものか」と語っている。

## 主張
- 体重別制について

大沢は「いくら“柔能制剛”や体重無差別と言っても、今は体重別全盛の時代だからそれ用の柔道も仕方ない」と前置きした上で、それでも、技術を以って自分より大きく力の強い相手と勝負する大切さを主張する。自身の現役時代は体重別という概念がなかったため、大沢も何とか大きい相手を投げてやろうと努力し、体捌きや持ち手を工夫することでこれを体現、また頭脳の限りを尽くして醍醐敏郎や吉松義彦、松本安市ら大型選手とも互角に渡り合ってきた。曰く「優勝は無理でも、何とか大きい者を食ってやろうという気持ちは強かった」との事で、最近の選手では、体重無差別で行われる全日本選手権大会で1990年に準優勝した古賀稔彦を称賛。
「現在の選手達は最初から大きな相手には敵わないと思っているようで、とても残念な事」と述べ、「体重無差別に戻すのは無理でも、せめて10~15kgの差があっても戦えるようにしなくては」と続けている。
- 試合について

昔を知る他の指導者達と同様、「基本を重視し、もう一度柔道の原点に返ってあくまで一本勝を目指す柔道に徹して欲しい」と語っている。姑息なポイント争いではなく、見る人に感動を与えるような柔道、すなわち日本柔道の良さという根本に立ち返った柔道をやって欲しい、と若い現役選手達にアドバイスを送っていた。
- 指導法・稽古法について

大沢は自身の若かりし頃の稽古について、「素直に持って、相手を崩し、技を掛けろと教わった」「そうする事で自分の柔道を作り上げてきた」と述べ、初心者に対しても試合で勝つことだけをすぐに教える現在の指導法には異を唱えている。「初めから膝を着いて背負投を掛けたり、組手も切ったり持たせなかったりという柔道は（自分は）教えたくない」と大沢。そういったものを柔道と思っている若い選手が少なくなく、正しい稽古法を説いても選手達からは煙たがれることすらあるが、「誰かが言い続けないとね...」とポツリ述べていた。
また、「柔道が上手くなるには稽古、稽古、稽古しかないが、漫然と稽古をするのではなく、意欲と研究心を持って臨むべき」「他人の稽古から技を盗み、自分の技に置き換える事が大事」と選手達にエールを送る。
また指導者達に対しては、「自分は柔道をやっているから偉い、というような考え方を持っては駄目」「柔道のおかげで今の自分があるという謙虚な姿勢を」と述べ、「今は試合が多くメディアからもちやほやされがちだが、有頂天になってはいけない」と戒める。
- 審判について

九段昇段の際に、「審判員は不必要に「待て」を掛け過ぎで、（選手達に）もっと自由に勝負をさせるべきでは」と苦言を提していた。

## 著書
- 『柔道入門』（秋田書店／1984年）ISBN 4253010180